# Oxymetopon
Oxymetopon is een geslacht van straalvinnige vissen uit de familie van torpedogrondels (Ptereleotridae).

## Soorten
- Oxymetopon compressus Chan, 1966
- Oxymetopon cyanoctenosum Klausewitz & Condé, 1981
- Oxymetopon filamentosum Fourmanoir, 1967
- Oxymetopon formosum Fourmanoir, 1967
- Oxymetopon typus Bleeker, 1861